# Гидрокомпенсатор
Гидрокомпенсатор — элемент двигателя внутреннего сгорания, который автоматически компенсирует тепловой зазор между распредвалом и клапаном во время работы двигателя. Конструкция гидрокомпенсатора включает в себя корпус, внутри которого находятся плунжер, поршень с обратным шариковым клапаном и возвратная пружина. Принцип функционирования гидрокомпенсаторов клапанов схож с работой обычного медицинского шприца. 

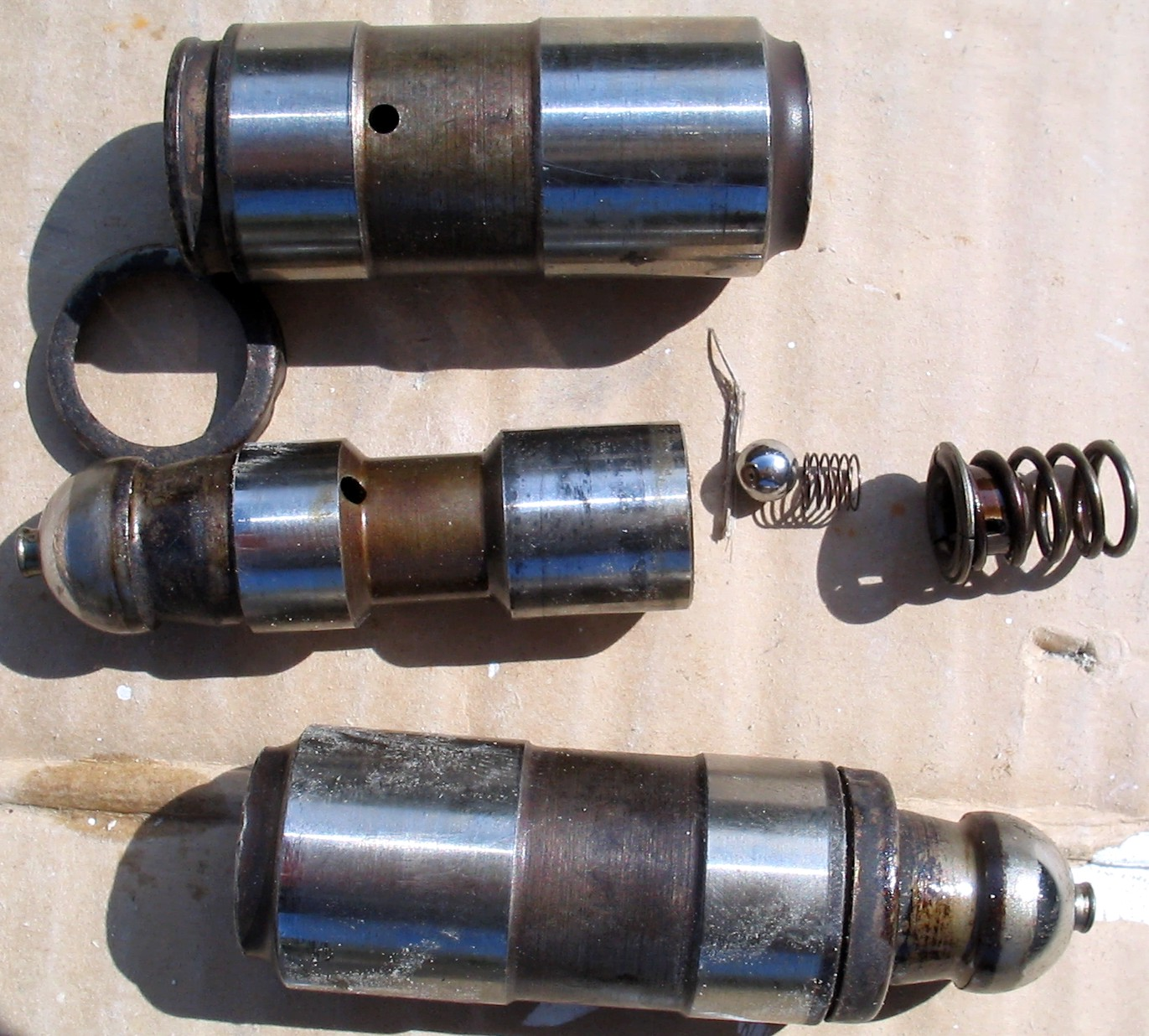
Гидравлические толкатели клапанов в двигателе SOHC

Когда распределительный вал поворачивается, кулачок воздействует на гидрокомпенсатор, который уже наполнен маслом. Так как масло практически несжимаемо, оно передает давление от распределительного вала к клапанам, обеспечивая их открытие и закрытие. Во время этого процесса небольшое количество масла выходит из плунжера, восстанавливая нужный зазор между кулачком и гидрокомпенсатором. Этот цикл непрерывно повторяется все время работы двигателя. При этом объем масла в плунжере постоянно изменяется, что позволяет автоматически регулировать тепловой зазор до необходимой величины. 
Главное преимущество гидрокомпенсаторов, обеспечившее им широкое применение, заключается в снижении затрат на техническое обслуживание автомобиля. Отсутствие необходимости регулярно настраивать тепловой зазор клапанов значительно облегчает эксплуатацию транспортного средства, позволяя водителю сэкономить усилия, время и средства. При этом гидрокомпенсаторы не являются идеальным решением для двигателей с регулируемым подъемом клапанов, так как эта технология плохо совместима с ними. Также гидрокомпенсаторы не подходят для высокоскоростных двигателей, где даже небольшая задержка в поступлении и выходе масла из плунжера может стать проблемой. По этой причине производители спортивных автомобилей и машин с высокими оборотами выбирают альтернативные варианты. Тем не менее, для большинства серийных моделей гидрокомпенсаторы остаются наилучшим выбором, предоставляющим значительные преимущества и минимально влияющим на эксплуатационные характеристики.